# 김필규
김필규(1976년 12월 3일 ~ )는 대한민국의 기자이다.

## 학력
- 여의도고등학교 (1995년 졸업)
- 서울대학교 인류학과
- 서울대학교 경영전문대학원 (MBA)

## 경력
- 2002년 ~ 2011년 12월 중앙일보 기자
- 2011년 12월 ~ 2015년 12월 JTBC 기자
- 2013년 10월 ~ 2014년 11월 중앙일보 · JTBC 통합노조위원장
- 2015년 12월 ~ 2016년 7월 JTBC 정치1부 기자
- 2017년 8월 ~ 2017년 12월 JTBC 뉴스제작3부 기자
- 2018년 1월 ~ 2018년 7월 JTBC 뉴스제작3부 차장대우
- 2018년 7월 ~ 2018년 12월 JTBC 정치1부 차장대우
- 2018년 12월 ~ 2019년 6월 JTBC 주말뉴스취재부장
- 2019년 7월 ~ 2019년 12월 JTBC 주말취재팀장
- 2020년 1월 ~ 2020년 5월 JTBC 정치에디터 산하 코디네이터
- 2020년 5월 ~ 2020년 7월 JTBC 정치팀 차장
- 2020년 7월 ~ 2024년 8월 중앙일보 · JTBC 워싱턴특파원
- JTBC 국제외교안보부 워싱턴총국 차장
- JTBC 뉴스콘텐트국 뉴스담당 국제팀 워싱턴총국 차장
- 2024년 8월 ~ 2024년 12월 JTBC 모바일콘텐트2팀장
- 2024년 12월 ~ 2025년 7월 JTBC 취재담당 부국장
- 2025년 4월 ~ 2025년 6월 JTBC 대통령선거기획단장
- 2025년 7월 ~ JTBC 보도본부 보도국장

## 방송
- 2012년 김필규의 한판경제
- 2013년 리얼시사매거진
- 2013년 9월 16일 ~ 2014년 3월 21일 JTBC 뉴스 아침&
- 2014년 9월 22일 ~ 2016년 7월 14일 JTBC 뉴스룸 - 평일 (팩트체크진행)
- 2017년 8월 18일 ~ 2020년 1월 5일 JTBC 뉴스룸 - 주말앵커
- 2025년 1월 28일 JTBC 특집 다큐멘터리 - 분노 바이러스: 윤석열과 균열의 시대
- 2025년 4월 4일 JTBC 특집 다큐멘터리 - 윤석열 파면: 심판의 기록
- 2025년 6월 4일 JTBC 특집 다큐멘터리 - 정권 교체 3년의 기록
- 2025년 8월 7일 ~ 현재 논/쟁